# Fårö
Pour les articles homonymes, voir Faro (homonymie).
Fårö est une île de la mer Baltique située à quelques kilomètres au nord de l'île de Gotland en Suède, dont elle dépend administrativement. Il s'agit de la deuxième plus grande île de la province de Gotland. Sa superficie s'élève à 111,35 km2, dont 9,7 de tourbières ou d'îlots.

## Monuments
Érigé en 1846-1847 au nord-est de l'île, le phare de Fårö est un phare de 30 mètres de hauteur fonctionnant depuis 1847.

## Géographie
L'île de Fårö se compose de paysages arides dont de nombreux sites comportant les raukar de Gotland, des piliers à formes étranges et suggestives sculptés par la mer dans la roche calcaire.

Stack sur une plage de l'aire naturelle protégée de Langhammars, sur l'ile de Fårö. Aout 2014.
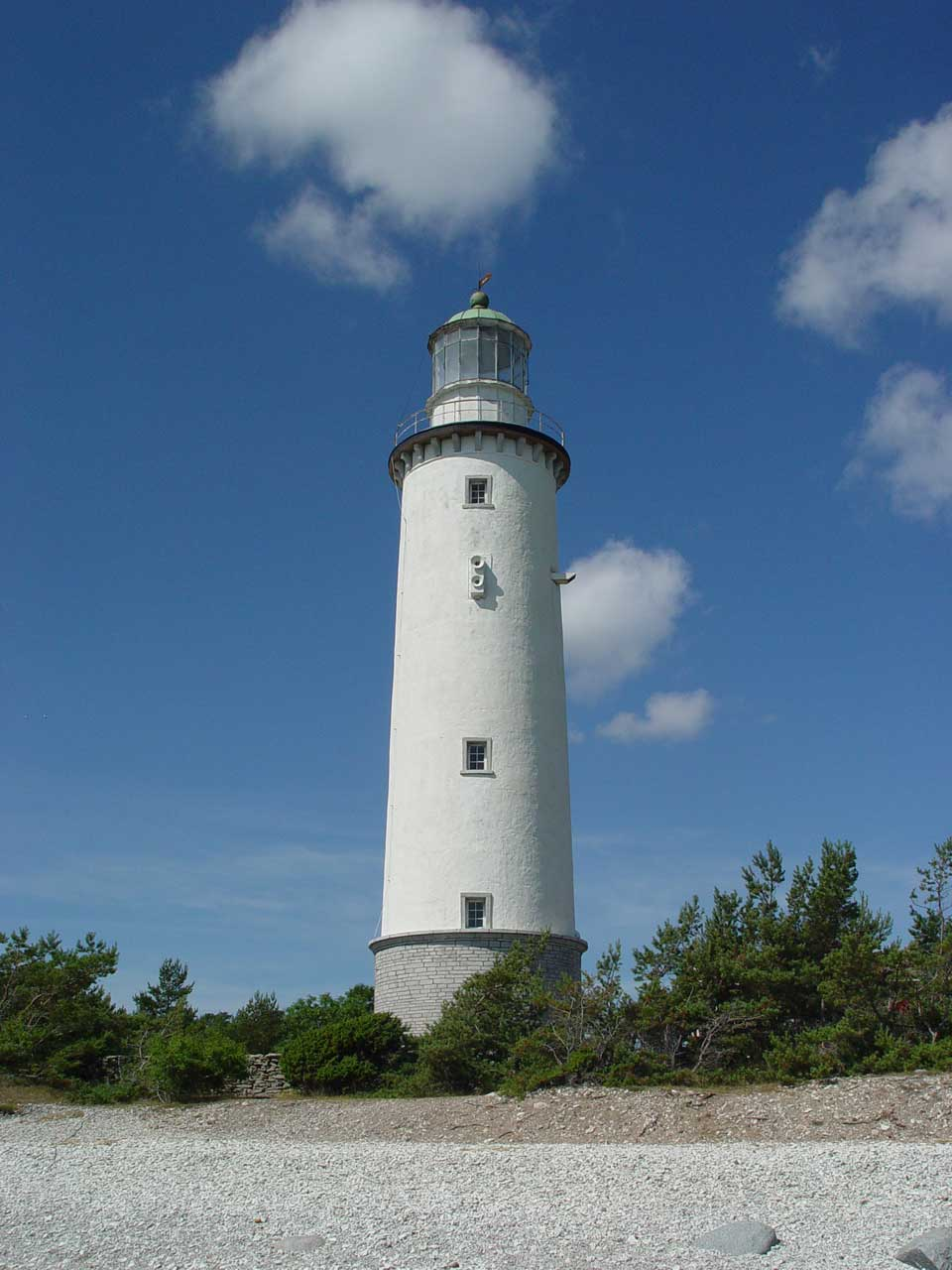
Le phare de Fårö.
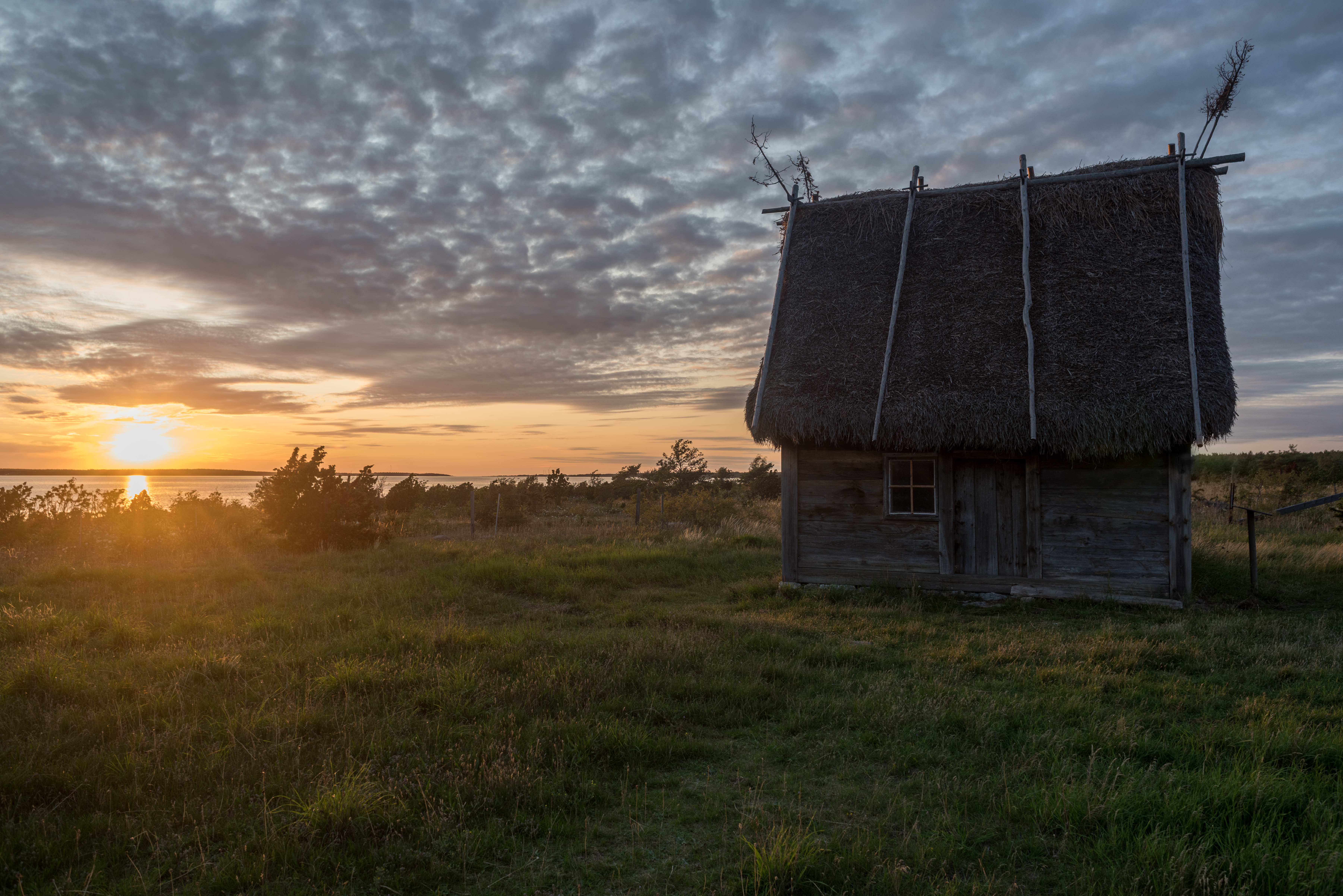
Ferme ancienne, au musée en plein air de Bunge, à Fårö. Juillet 2019.

## Fårö et le cinéma
Le réalisateur Ingmar Bergman s'est établi sur cette île, où il a tourné six films : À travers le miroir (1961), Persona (1966), L'Heure du loup (1968), La Honte (1968), Une passion (1969) et Scènes de la vie conjugale (1972). Il y meurt le 30 juillet 2007.